# جيمي بيكر
جيمي بيكر هو لاعب هوكي الجليد كندي، ولد في 31 أغسطس 1966 في Nepean, Ontario ‏ في كندا.

## وصلات خارجية
- جيمي بيكر على موقع دوري الهوكي الوطني (الإنجليزية)
- جيمي بيكر على موقع قاعة مشاهير الهوكي (لاعب أن.إتش.أل) (الإنجليزية)
- جيمي بيكر على موقع EliteProspects.com (الإنجليزية)
- جيمي بيكر على موقع HockeyDB.com (الإنجليزية)
- جيمي بيكر على موقع Hockey-Reference.com (الإنجليزية)